# Bang Sue
Bang Sue (in thailandese: บางซื่อ) è uno dei 50 distretti (khet) della città di Bangkok, in Thailandia.